# علی‌کاهی
علیکاهی(الیکایی) یکی از روستاهای شهرستان شاهرود در استان سمنان ایران است.
این روستادر دهستان خرقان دربخش بسطام جای دارد. جمعیت روستای بر پایه نتایج سرشماری سال ۱۳۸۵ برابر با ۸۸ نفر ۲۶ خانوار) بوده‌است.